# Ариёши, Джордж
Джордж Рёичи Ариёши (англ. George Ryoichi Ariyoshi, по системе Поливанова Рёити Ариёси; род. 12 марта 1926, Гонолулу) — американский политик и юрист, представляющий Демократическую партию, 3-й губернатор штата Гавайи (1974—1986). Был вице-губернатором при 2-м губернаторе Джоне Бёрнсе и принял полномочия в октябре 1973 года, когда Бёрнс был объявлен нетрудоспособным. Стал первым американцем азиатского происхождения, избранным губернатором штата или территории США.
В настоящий момент считается «старейшиной» Демократической партии Гавайев.
Срок его пребывания в должности является рекордом для губернаторов Гавайев (в случае прибавления периода исполнения обязанностей), который, вероятно, не будет побит из-за ограничения по срокам, установленного в период его управления.

## Ранние годы
Ариёши родился в Гонолулу в семье японских иммигрантов, которые назвали его в честь Джорджа Вашингтона. В 1944 году окончил старшую школу имени президента Уильяма Мак-Кинли. В конце Второй мировой войны работал переводчиком в Службе военной разведки армии США в Японии. Вернувшись на родину, сначала учился в Гавайском университете в Маноа, а затем перешел в Университет штата Мичиган, где в 1949 году получил степень бакалавра гуманитарных наук. В 1952 году получил степень доктора права (J.D.) на юридическом факультете Мичиганского университета.

## Политическая карьера
Политическая карьера Ариёши началась в 1954 году, когда он был избран в палату представителей Территории Гавайи.
В 1958 году он был избран в сенат Территории Гавайи, а в 1959 году — в сенат штата Гавайи. Работал сенатором до 1970 года, когда был избран вице-губернатором Гавайев вместе с губернатором Джоном А. Бёрнсом.
Когда в октябре 1973 года губернатор Бернс утратил трудоспособность в результате болезни, Ариёши принял на себя конституционную роль исполняющего обязанности губернатора.

## Губернатор
На выборах 1974 года Ариёши был избран губернатором (с вице-губернатором Нельсоном Дои).
В 1978 году он был переизбран с Джин Кинг в качестве вице-губернатора (в том же году Конституционное собрание штата ограничило срок правления губернатора и вице-губернатора, установив предел в два срока подряд) и в 1982 году с Джоном Д. Ваихее III.
На период управления Ариёши пришлось окончание экономического подъёма Гавайев, связанного с предоставлением им статуса штата. В результате этого администрация Ариёши старалась проводить консервативную бюджетно-налоговую политику.
В 1986 году Ариёши не имел права баллотироваться, и его сменил Джон Д. Ваихее III.
После ухода с поста губернатора работал на различных корпоративных (в частности, входил в совет директоров Первого Гавайского банка) и некоммерческих должностях. Много лет был членом правления образовательного и исследовательского учреждения Тихоокеанского региона «Центр Восток-Запад» (East-West Center).
В 1997 году издал книгу воспоминаний With Obligation to All.

## Личная жизнь
В 1955 году в Гонолулу Ариёши женился на Джин Мии Хаяси (Jean Miya Hayashi). У них есть дочь Линн (1957 года рождения) и два сына, Риозо (1959) и Донн (1961).